# جان كارزو

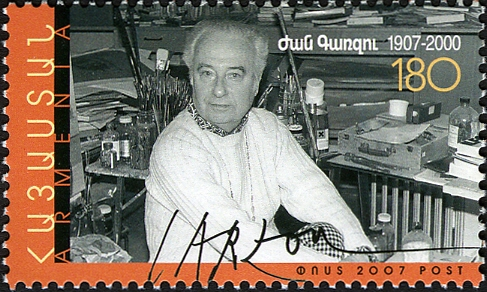
جان على طابع بريدي أرميني عام 2007.

جان كارزو (بالفرنسية: Jean Carzou)‏، (بالأرمنية: Ժան Գառզու)، (عاش 1 يناير، 1907-17 أغسطس، 2000)، هو فنان ورسام أرميني-فرنسي من أصل سوري، وكان أيضاً رسام توضيحي لراويات كثير من الأدباء مثل؛ إرنست همينغوي وألبير كامو.

## سيرته
ولد في 1 يناير عام 1907 بحلب، وأخذ اسمه الفني من المقاطع الأولى لاسمه الأصلي غارنيك زولوميان. غادرت عائلته حلب إلى القاهرة عام 1918، حيث درس في مدرسة مسائية باللغة الفرنسية، وفي عام 1924 غادر إلى باريس لدراسة العمارة، والتحق بالأكاديمية الحرة مونبارناس طالباً زائراً. وفي عام 1929 أنهى دراسته، واتّجه كلياً للفن.
كان كارزو متعدّد المواهب، واشتهر مصوراً وحفاراً، ورساماً توضيحياً لروايات الأدباء المشهورين، وعمل في ديكورات المسرح والباليه، وصمّم دراسات للسجاد الجداري، واهتم بالكاريكاتير والكتابة الصحفية. شارك كارزو في بداياته في معارض كثيرة مع فنانين فرنسيين، وعرض أعماله في صالونات فنية مختلفة، وفي معارض نظمتها مؤسسة الأرمن في باريس. تميّزت أعماله الأولى بالتجريد على خلفيات سوداء، ولكنّه انصرف عنها، وتحول منذ عام 1938 إلى الألوان: الحمراء والخضراء والزرقاء بدرجاتها الغامقة.
أقام جان أول معرض فردي له في باريس عام 1939، ونظّم في عام 1944 معارض عدة في كل من القاهرة والإسكندرية وبيروت. وإن كانت أعماله في الثلاثينيات والأربعينيات من القرن العشرين؛ قد اهتّمت بموضوعات الطبيعة الصامتة، والمناظر الخلوية والوجوه الشخصية؛ فإن أعماله في الخمسينيات اهتمّت بالوجود الإنساني بعد الحرب العالمية الثانية. وتتالت معارضه في كثير من بلدان العالم، وبلغت أكثر من مئة معرض في فرنسا وخارجها. وفي عام 1986 افتتح متحف كارزو في مانوسك بفرنسا؛ في كنيسة من القرون الوسطى، ورسم على جدرانها بمساحة 600م2.
رسم كارزو في سنواته الأخيرة بالألوان المائية تجريدات ولوحات تزيينية، تميّزت بدرجات مرتفعة للأحمر والأزرق والبرتقالي. نال جان إبان حياته العديد من الجوائز الكبيرة، ومنها: جائزة التعليم في اليابان في المعرض العالمي في طوكيو (1955)، والجائزة الكبرى في أوروبا في بينالي بروكسل (معرض يقام كل سنتين) (1958)، والجائزة الكبرى في فرنسا، واختير عضواً في الأكاديمية الفرنسية للفنون الجميلة منذ عام 1977. واشتهر كارزو أيضاً رساماً توضيحياً لكتَّاب مشهورين، أمثال: إرنست همينغوي وألبير كامو وأندريه موروا وأوجين يونسكو وكتاب فرنسيين آخرين. وقد تميّزت رسومه التوضيحية ببساطة وسائلها التعبيرية، وخصوصية تكويناتها. واهتم بالمسرح أيضاً، ولا سيّما بالكوميديا الفرنسية والباليه، فصمّم ديكوراتها، وزيّن دار الأوبرا في باريس. ويعد كارزو الفنان الأول الذي طُبع عمله على طابع بريدي فرنسي، وهو على قيد الحياة.

## روابط خارجية
- جان كارزو على موقع IMDb (الإنجليزية)